# Фока (византийский император)

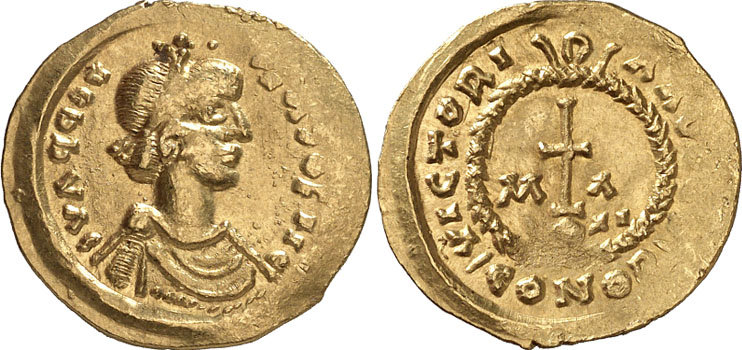
Солид Фоки

Флавий Фока (греч. Φωκᾶς; 547 — 610) — восточно-римский император-узурпатор (602—610). Ранняя жизнь Фоки в основном не известна, он стал известен как предводитель восстания против императора Маврикия во время его похода за Дунай.

## Приход к власти
В 602 году в византийской армии, стоявшей лагерем за Дунаем, вспыхнуло восстание против императора Маврикия, возбудившего неудовольствие своей бережливостью и попыткой ввести строгие военные преобразования. Взбунтовавшиеся солдаты подняли на щите (то есть провозгласили императором) центуриона Фоку, человека отвратительной наружности и жестокого нрава, и двинулись на Константинополь. Маврикий попытался удержаться в столице, вооружив, между прочим, партии цирка; но когда мятежники с Фокой во главе приблизились к городу, то и здесь вспыхнула революция, руководимая партией зелёных.
Фока был провозглашен армией императором и 23 ноября 602 года был коронован патриархом в Церкви Иоанна Крестителя в Хебдомоне (ныне район Стамбула Бакыркёй). 25 ноября Фока вошел в Константинополь, не встретив сопротивления. Маврикий бежал с семьёй на азиатский берег и отправил из Халкидона своего старшего сына и наследника Феодосия за помощью к персам.
27 ноября 602 года Маврикий был убит после того, как перед его глазами были убиты его пятеро сыновей (включая Тиберия). Феодосий был настигнут в Никее и разделил участь отца. Жена Маврикия, Константина, и три его дочери были отправлены в монастырь Nea Metanoia и впоследствии убиты.

## Война с персами, аварами и славянами
Правление Фоки, видевшего в царской власти только средство для насыщения своих диких страстей и жестокости, было ознаменовано длинным рядом свирепых казней, часто без предварительного следствия и суда. Дела империи пришли в полное расстройство. На Востоке возгорелась ожесточённая борьба с Хосровом II, который под предлогом мести за убийство Маврикия, своего друга и опекуна, напал на византийские владения. Эта война с Персией была сначала весьма безуспешна для византийского оружия.
Опасность со стороны Сасанидов заставила Фоку заключить с аварами унизительный мир, увеличив платимую им контрибуцию, и двинуть все силы на азиатский театр войны. Эта мера привела лишь к тому, что задунайские варвары получили свободный доступ в империю от Дуная до Пелопоннеса; население Балканского полуострова подверглось крупным изменениям вследствие миграции славян, в больших количествах оседавших в Далмации и Мёзии. На Востоке дела империи шли худо. Лучший из военачальников, Нарзес, ранее внушавший страх персам, поднял в Эдессе знамя восстания и искал союза с Хосровом. Правда, Фоке ложными обещаниями удалось склонить к сдаче Нарзеса (который затем был вероломно казнён), но расстроенная, деморализованная и обезглавленная византийская армия стала проигрывать одно сражение за другим.

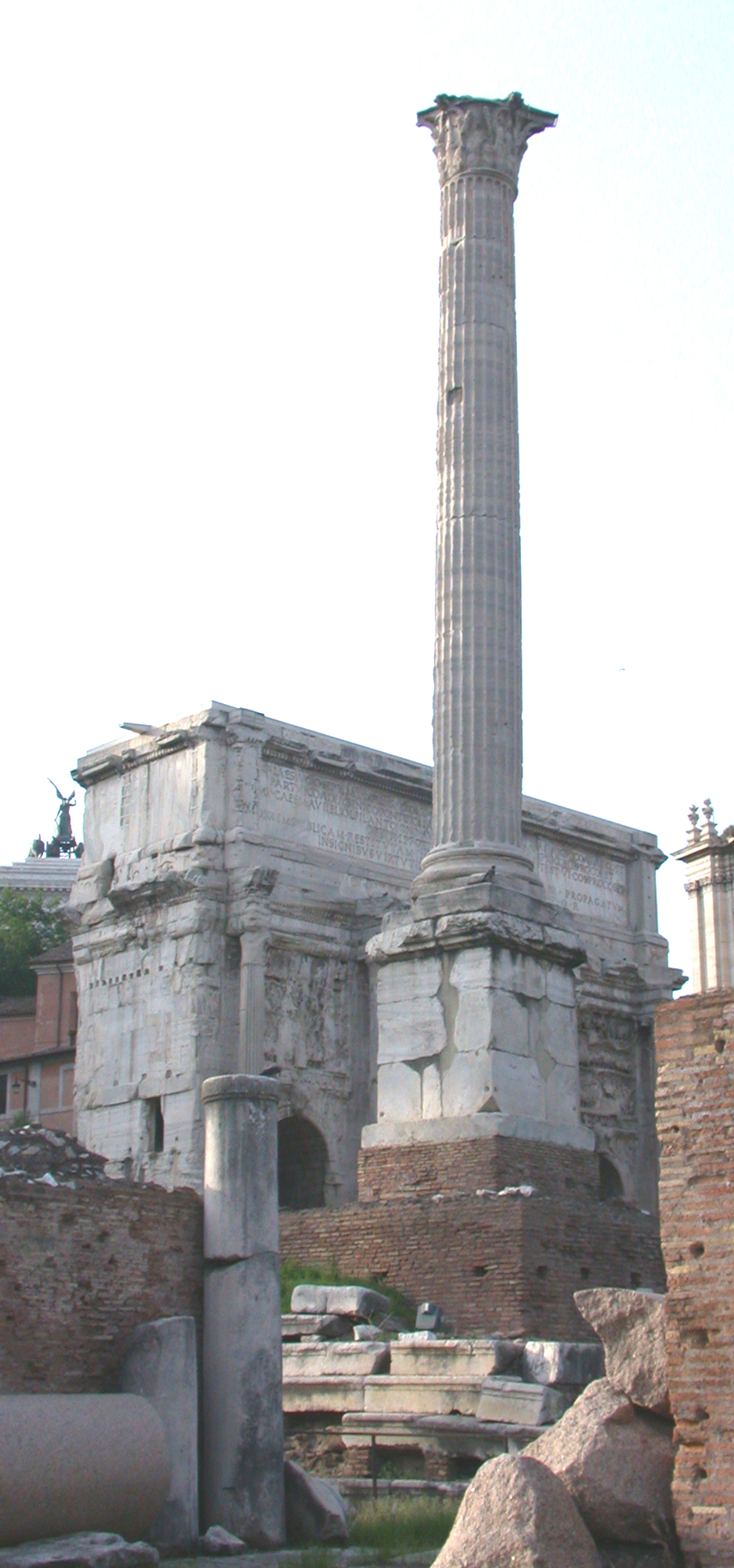
Колонна Фоки в Риме

В 606 году пала крепость Дара; та же участь постигла Амиду и Эдессу. Вытеснив греков из Месопотамии, Хосров II Парвиз, шахиншах Ирана, проник в Малую Азию, предал её опустошению и дошёл до Халкидона (609). Та же участь постигла Финикию и Палестину. Население восточных провинций, часть которого находилась под гнётом религиозных преследований, не было расположено противиться нашествию персов. Так же дурно шли дела ромеев в Испании и Италии.

## Взаимоотношения с папством
Характерно для политики папства, что такой высоконравственный человек, как Папа Григорий Великий, перед смертью приветствовал воцарение Фоки как победителя его врага Маврикия; он выражал радость, что «милостивый и благочестивый государь достиг престола»; «да возрадуются небеса, да возликует земля» и т. д. — вот в каких словах обращался строгий аскет, наместник Петра, к убийце непопулярного в народе Маврикия. Это объясняется тем, что предшественник Фоки, Маврикий, поддержал константинопольского патриарха Иоанна Постника (582—595), принявшего вопреки протестам Папы титул «вселенского» (греч. οίκουμενικός), а Фока предпочёл не ссориться с Римом и отменил этот титул.
В 603 году портреты императора Фоки и его жены Леонтии прибыли в Рим и были помещены в часовне святого Цезария на Палатинском холме.
После смерти Григория Великого и правившего короткий срок Сабиниана в 607 году римским папой становится друг Фоки Бонифаций III. Во время понитификата Бонифация III Фока признал Римскую церковь главой всех церквей, хотя до этого главенствовала концепция пентархии, по которой равными признавались епископы пяти церквей (Римский, Константинопольский, Александрийский, Антиохийский и Иерусалимский). Именно после этого признания Фоки римские папы стали носить титул «вселенский» (католический).

## Восстание Ираклия I

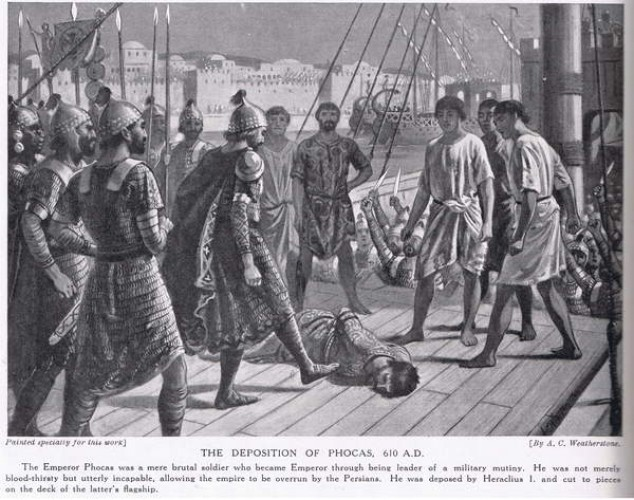
Арест Фоки Ираклием в 610 году

Бедствия, обрушившиеся на империю после убийства Маврикия, были выгодны для папства, которое беспрепятственно могло подготовлять распространение своей светской власти на Среднюю Италию. Недовольство внушавшим отвращение правительством в столице сдерживалось кровавыми мерами Фоки; но в 608 году престарелый африканский экзарх Ираклий Старший открыто возмутился, прекратил уплату доходов в казну и стал готовиться к борьбе. Наконец, сенат и даже зять Фоки, талантливый полководец Приск, вступили в сношения с Ираклием, который отправил сухопутное войско под начальством Никиты и флот под командой своего сына, Ираклия, будущего императора. В то время как Никита шёл через Египет, сын экзарха вступил в начале октября 610 года в воды Босфора. Трусливый Фока не оказал сопротивления и был побит народом, а позже Фоку обезглавил Ираклий; вместе с ним были убиты и его приближённые.

## Итоги правления
По свидетельству почти всех историков, восьмилетнее правление Фоки представляло собой самый худший период раннесредневековой истории Византии, когда жестокие казни и бесчеловечное избиение всех подозрительных для Фоки родовитых людей, имевших связи с прежним правительством, составляли, по-видимому, одну из главных задач режима.
История Фоки рассказана у Феофилакта Симокатты, в «Пасхальной хронике», в хронике Феофана, у Зонары и Кедрина. Основные источники о Фоке написаны во времена Ираклия, что может заставить усомниться в их нейтральности.
Внешний вид Фоки поменял представление о том, должен ли носить император бороду. Если от Константина до Фоки все императоры, кроме Юлиана Отступника были без бороды, то начиная с Фоки почти все византийские императоры носили бороду.
Отмена Фокой титула вселенского патриарха (введенного при Маврикии), а также признание Римской церкви главой всех церквей сыграли важную роль в укреплении папского престола и предопределило великую схизму.

## В культуре
Фока стал персонажем трагедии Пьера Корнеля «Ираклий» (1647).